# Bumierang

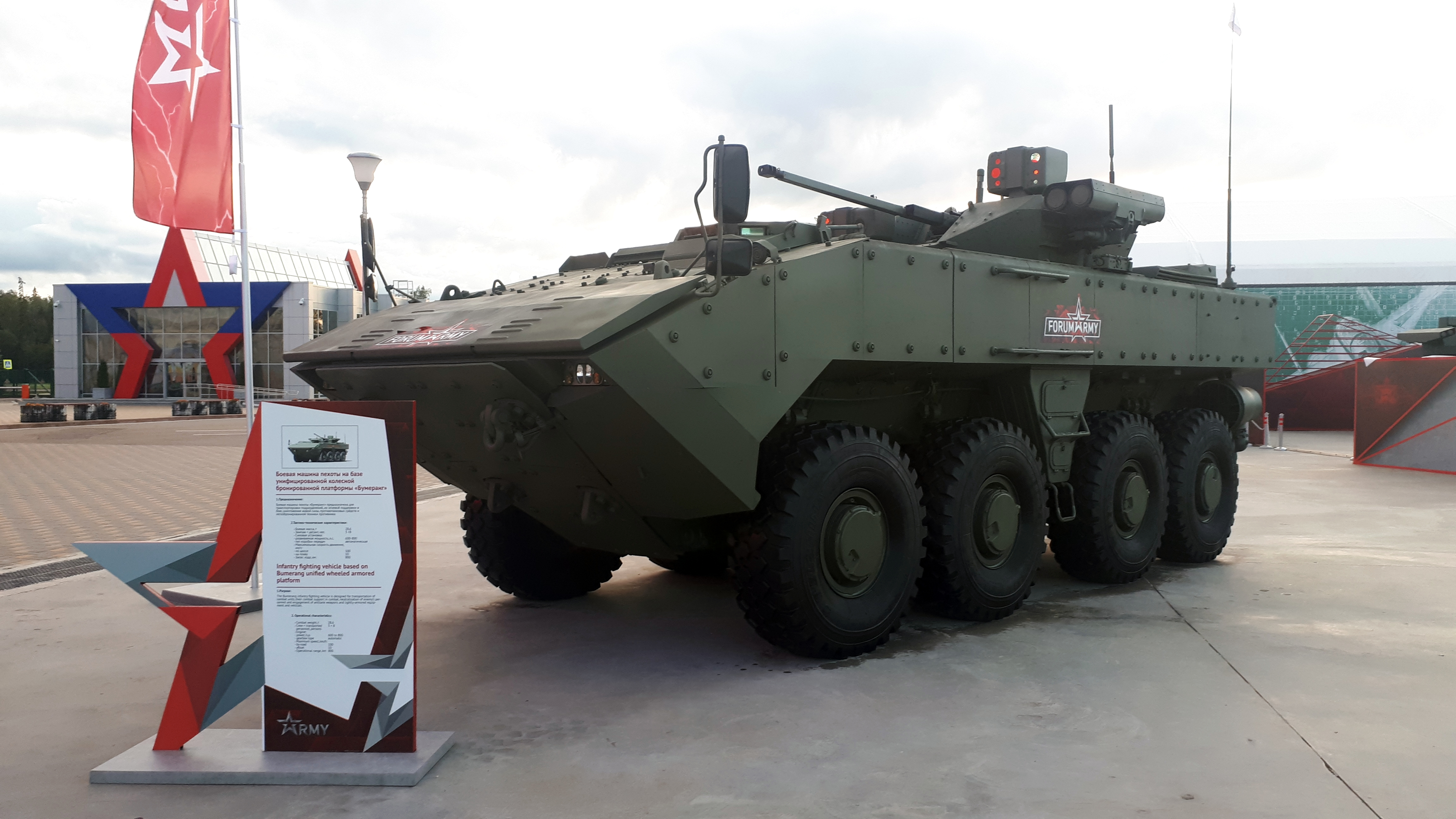
„Bumierang” na wystawie „Armia 2020”

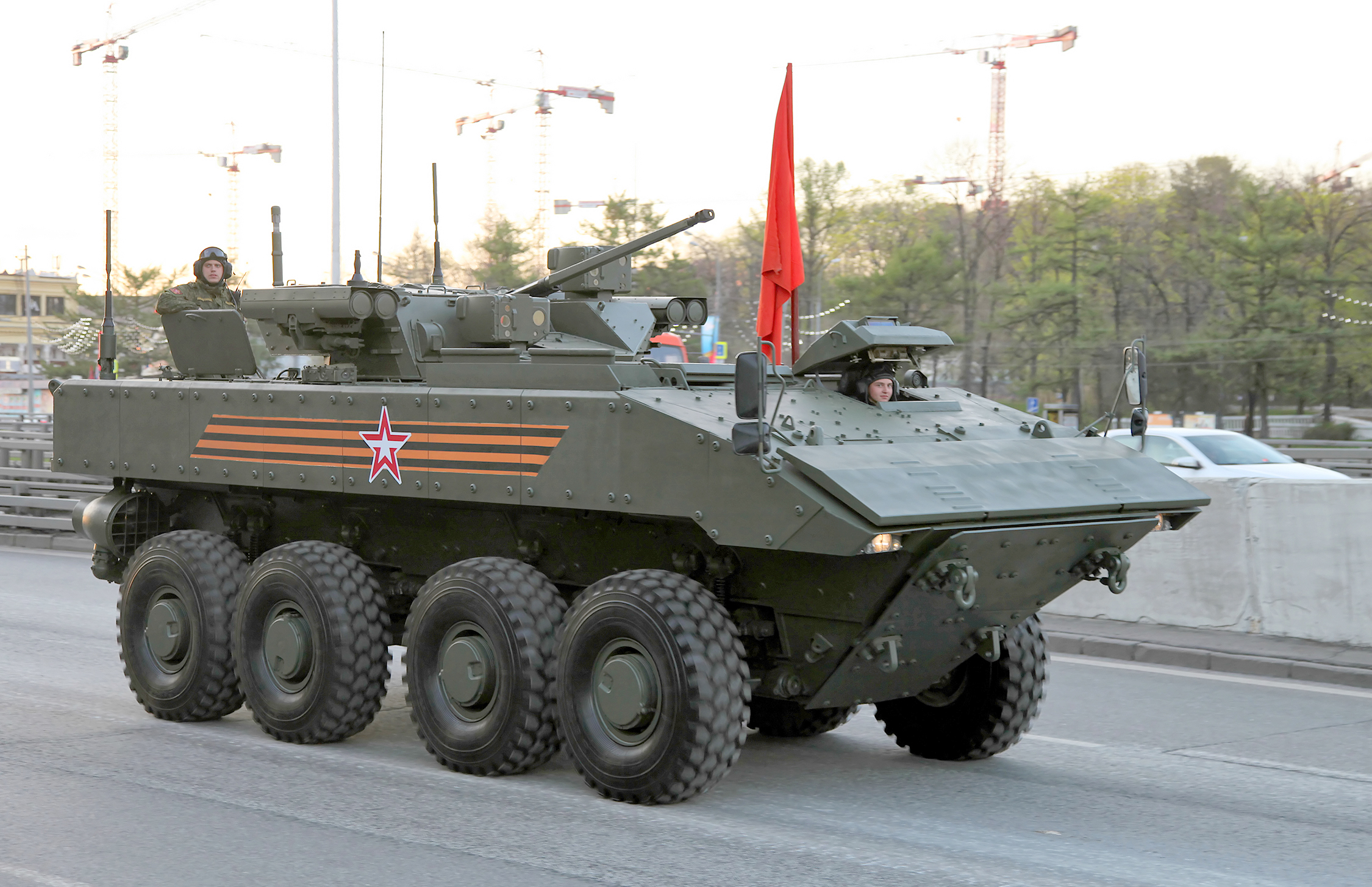
Transporter opancerzony Bumierang na paradzie w 2015

Bumierang – rodzina rosyjskich kołowych wozów bojowych będących w fazie projektu.
Opracowany przez grupę GAZ we współpracy z Arzamską Fabryką Maszyn (producentem, między innymi BTR-90 i poprzednich modeli) ma być nowoczesnym następcą starszych typów wozów bojowych. Testy mają się skończyć w 2023 i wtedy możliwe będzie rozpoczęcie produkcji seryjnej.

## Konstrukcja
Ośmiokołowy pojazd opancerzony z silnikiem umieszczonym w przedniej prawej części. Przedział kierowcy zakryty włazem z trzema peryskopami mieści się w przedniej części z lewej strony. Położony z tyłu przedział desantu jest dostępny przez dużą rampę z tyłu, oraz 4 włazy w stropie. Przy zamkniętej rampie można otworzyć, znajdujące się w środku rampy, drzwi. Nie przewidziano otworów strzelniczych w burtach, ani peryskopów. Obserwacja może być prowadzona za pomocą rozmieszczonych na kadłubie kamer.
Przewidziano możliwość umieszczenia dodatkowego opancerzenia segmentowego na burtach pojazdu. Dodatkowe opancerzenie ma być w dwóch rodzajach: Zamontowanie lżejszego z nich pozwoli zachować pływalność.
Pojazd ma napęd na wszystkie koła, dwie przednie pary kół są skrętne. Wszystkie koła są zawieszone niezależnie i wyposażone w opony o regulowanym ciśnieniu.
W czasie pływania pojazd będzie napędzany przez dwie śruby w obudowach tunelowych, zamontowane za ostatnimi kołami.

## Odmiany
Na bazie konstrukcji podstawowej przewidziano produkcję następujących odmian:
1. Jako bojowy wóz piechoty ma być wyposażony w wieżę z armatą automatyczną kalibru 30 mm 2A72
2. Jako opancerzony wóz rozpoznania miałby małą, zdalnie sterowaną wieżę mieszczącą karabin maszynowy i aparaturę rozpoznawczą. W tej wersji zamiast drzwi w tylnej rampie miałby być niewielki właz, prawdopodobnie do wysuwania aparatury dodatkowej.
3. Wersja z podwyższonym przedziałem desantowym może być używana jako wóz ewakuacji medycznej, wóz dowodzenia lub jako nosiciel robotów rozpoznawczych (lądowych lub bezzałogowych samolotów lub śmigłowców)
4. Wóz łączności, z zamontowanymi składanymi antenami oraz dodatkowymi pojemnikami na aparaturę
5. Wóz wsparcia ogniowego, wyposażony w działo kalibru 100-125 mm